# Gilberto Rodríguez Orejuela
Gilberto Rodríguez Orejuela (San Sebastián de Mariquita, 30 gennaio 1939 – Butner, 31 maggio 2022) è stato un criminale colombiano.
A cavallo tra la fine degli anni settanta e la fine degli anni novanta era fra i più noti narcotrafficanti di droga della storia colombiana. Soprannominato lo scacchista (El Ajedrecista) per la sua arguta astuzia nel trovarsi quasi sempre un passo avanti agli altri, è stato il fondatore del Cartello di Cali, assieme al fratello minore Miguel Rodríguez Orejuela, José Santacruz Londoño e Hélmer Herrera Buitrago.

## Biografia
Secondo alcune stime, al culmine del suo potere il cartello di Cali controllava l'80% delle esportazioni di cocaina dalla Colombia verso gli Stati Uniti. Gilberto Rodríguez Orejuela fondò il cartello agli inizi degli anni settanta con Miguel Rodríguez Orejuela, suo fratello, e insieme a José Santacruz Londoño e Hélmer Herrera Buitrago. Era soprannominato El Ajedrecista per la sua abilità nel non farsi catturare dai cartelli rivali o dalle forze di polizia. In passato ha avuto la reputazione di essere un boss sanguinario, oltre che un rispettato e intelligente uomo d'affari. Dopo la morte di Pablo Escobar del cartello di Medellín, il boss del cartello rivale, Gilberto Rodríguez Orejuela e suo fratello Miguel Rodríguez Orejuela furono catturati a Cali nel 1995, durante l'amministrazione del presidente Ernesto Samper, che fu accusato di avere ricevuto denaro da membri del cartello. José Santacruz Londoño, l'altro fondatore del cartello, fu ucciso nel 1996 dal boss paramilitare Carlos Castano.
Il presidente in quel periodo dichiarò guerra aperta ai narcotrafficanti colombiani e numerosi furono gli arresti e i sequestri dei beni. Gilberto fu proprio uno dei primi boss a essere arrestati, seguito poi dai principali elementi di tutti gli altri cartelli colombiani. Gilberto Rodríguez fu condannato a quindici anni di prigione, ridotti poi a sette per buona condotta e per aver confessato molti dei suoi crimini legati al cartello. Fu temporaneamente liberato ai primi di novembre del 2002, a causa della controversa disposizione del giudice Pedro José Suárez, secondo cui la riduzione di pena dell'imputato poteva essere applicata tramite l'habeas corpus. Nel marzo del 2003, dopo quattro mesi, Gilberto Rodríguez fu ricatturato dalle autorità colombiane a Cali con l'accusa di aver esportato 150 chilogrammi di cocaina negli Stati Uniti nel 1990. Siccome questo crimine non era stato da lui precedentemente confessato, fu arrestato di nuovo.
Le autorità statunitensi lo accusarono di aver continuato a dirigere la sua attività di traffico internazionale durante il periodo di detenzione nelle carceri colombiane. Il boss fu quindi estradato negli Stati Uniti il 3 dicembre 2004, seguito poi da suo fratello il 5 marzo 2005. Dopo l'arrivo del boss negli USA, le dichiarazioni dell'avvocato federale Marcos Daniel Jiménez furono tese a dimostrare che il boss era imputabile di diversi capi d'accusa per reati precedenti alla sua collaborazione con la giustizia colombiana. Queste dichiarazioni portarono alla reazione delle autorità colombiane, in particolare della corte suprema, secondo cui gli USA non possono processare Rodríguez per i crimini commessi prima del 1997, come prevedono i termini della sua estradizione. Queste controversie legali sono tuttora in corso. Gilberto è rappresentato dall'avvocato David Oscar Markus che ha richiesto che i termini dell'estradizione siano rispettati in pieno dalle autorità americane.
È morto, dopo 17 anni di reclusione, nel carcere di Butner, nella Carolina del Nord il 31 maggio 2022.

## Nella cultura di massa
- Nella serie televisiva Pablo Escobar: El Patrón del Mal, girata nel 2012, la figura di Gilberto Rodríguez è interpretata dall'attore Harold Devasten, sotto il nome fittizio di Gildardo Gonzalez.
- Nella serie televisiva Narcos del 2015, presentata dalla Netflix, l'attore messicano Damián Alcázar veste i panni del narcotrafficante Gilberto Rodríguez.